# Johann Papius
Johann Papius (auch: Pape, Papp; * 15. Juli 1558 in Iphofen; † 11. April 1622 in Königsberg) war ein Logiker und Mediziner.

## Leben
Johann Papius wurde am 15. Juli 1558 in der würzburgischen Amtsstadt Iphofen geboren. Die Familie gehörte zu den einflussreichsten Geschlechtern der Kleinstadt. So war der Großvater Hans Pfaff als Ratsmitglied in Iphofen nachweisbar. Er war darüber hinaus unter anderem auch als Siebener und Viertelmeister tätig. Der Vater Andreas Pfaff immatrikulierte sich im Sommersemester 1548 an der Universität Leipzig. Ab 1560 ist er als Ratsherr in Iphofen nachweisbar. Ein Jahr später bekleidete er das Amt des Baumeisters und kann 1564 und 1584 auch als Bürgermeister Iphofens nachgewiesen werden. Mit zunehmender Verfolgung der Lutheraner im Einflussbereich des Bischofs von Würzburg musste die Familie, die der neuen Lehre zuneigte, Iphofen im Jahr 1585 verlassen. Sie lebte fortan in der protestantischen Nachbarstadt Mainbernheim. Die Mutter Barbara stammte ebenfalls aus Iphofen. Aus der Ehe gingen vier Söhne hervor, neben Johann machte der zweitgeborene Sohn Paulus Papius Karriere als Secretarius in Diensten der Grafen zu Castell.
Papius hatte sich am 26. Mai 1575 an der Universität Tübingen immatrikuliert. Seine Studien hatte er an der Universität Straßburg fortgesetzt, wo er am 11. März 1578 den akademischen Grad eines Magisters der Philosophie erwarb. Danach wollte er ein Studium der Theologie absolvieren, schwenkte aber zur Medizin über. 1579 immatrikulierte er sich an der Universität Basel. Hier hatte er am 23. Januar 1580 die Dissertation De pulmonis ulcere theses verteidigt und wurde am 2. Februar 1580 zum Doktor der Medizin promoviert.
Im selben Jahr am 16. November immatrikuliert er sich an der Universität Heidelberg, wo er an der philosophischen Fakultät der Hochschule die Professur der Logik (Organi Aristotelici) übertragen bekam. In Heidelberg war er im Wintersemester 1582/83 Dekan der philosophischen Fakultät. Wegen Religionsstreitigkeiten musste er am 17. Februar 1585 aus seinem Amt scheiden. Er begab sich nach Tübingen, wo er vom Tübinger Stift eine Empfehlung für die Stände der Steiermark erhielt. Aufgrund jenes Schreibens erhielt er 1586 eine Stelle als Rektor der Stiftsschule in Graz.
Hier hatte er unter anderem mit Johannes Kepler Kontakte geknüpft, mit dem er später noch im brieflichen Verkehr stehen sollte. Ende 1594 verließ er wieder Graz und begab sich nach Tübingen. Dort betätigte er sich drei Jahre lang als praktischer Arzt und folgte 1597 einen Ruf als Leibarzt an den Hof von Georg Friedrich I. von Brandenburg-Ansbach-Kulmbach nach Ansbach. Nach dessen Tod begab er sich auf Anraten der ansbachischen Räte 1603 nach Königsberg. Hier wurde ihm im selben Jahr die erste medizinische Professur an der Universität Königsberg übertragen.
In diesem Zusammenhang ernannte man ihm zum Rat und Leibarzt der Familie von Albrecht Friedrich von Preußen. In seiner Hochschultätigkeit hatte er sich vor allem mit dem theoretischen Teil der medizinischen Wissenschaft der damaligen Zeit auseinandergesetzt und hat so in seiner Amtszeit den praktischen Kontext vernachlässigt. Dennoch hatte er sich auch an den organisatorischen Aufgaben der Hochschule beteiligt und war in den Wintersemestern 1604/05, 1608/09, 1612/13 sowie 1618/19 Rektor der Alma Mater gewesen.
Papius hatte sich am  5. Mai 1585 mit Anna, der Tochter des Superintendenten der Stadt Calw verheiratet. Seine Tochter Barbara heiratete 1628 den späteren Pfarrer in Brandenburg Johann Halbach von der Porten.

## Schriften
- De Medicamentorum praeparationibus earumque causis tractatus, in quo Epitome totius artis chimicae, quae illa est ministra medicinae, et judicium de pharmacopoeia Querectani continetur. Wittenberg 1612.
- Disp. De anatomicae. Leipzig 1606.
- Disp. De Ictero, de methodo analytica physicae acroaseos nixu fulta.
- Disp. De anima ejusque facultatibus.
- Disp. De anima ejusque facultatibus.
- Disp. De natura partium corporis humani.
- Disp. De prandii coenaeque temporis ac quantitate.
- Disp. De facultate medicamentorum purgante.
- Disp. De spasmo et epilepsia.